# 29402 Obelix
29402 Obelix eller 1996 TT9 är en asteroid i huvudbältet som upptäcktes den 14 oktober 1996 av de båda tjeckiska astronomerna Miloš Tichý och Zdeněk Moravec vid Kleť-observatoriet. Den är uppkallad efter den franska serietidningsfiguren Obelix.
Asteroiden har en diameter på ungefär 7 kilometer.